# Yamaguchi (prefektura)
Yamaguchi (japanski: kanji 山口県, romaji: Okayama-ken) je prefektura u današnjem Japanu. 
Nalazi se na krajnjem zapadu otoka Honshūa. Nalazi se u chihōu Chūgokuu.
Glavni je grad Yamaguchi.
Organizirana je u 4 okruga i 19 općina. ISO kod za ovu pokrajinu je JP-35.
1. svibnja 2011. u ovoj je prefekturi živjelo 1,445.702 stanovnika.
Simboli ove prefekture su cvijet natsumikana (Citrus natsudaidai), drvo japanskog crvenog bora (Pinus densiflora), ptica kineski ždral (Grus monacha) i riba napuhača Takifugu rubripes.